# Heha
Heha - szczyt wulkaniczny w pasmie Mitumba. Leży w zachodniej części Burundi, niedaleko brzegów jeziora Tanganika. Jest najwyższym szczytem Burundi. Czasem wysokość szczytu podawana jest jako 2670 m.